# Elezioni presidenziali in Senegal del 2024
Le elezioni presidenziali in Senegal del 2024 si sono tenute il 24 marzo per l’elezione della Presidenza del paese.
Originariamente previste per il 25 febbraio, furono in seguito posticipate, il 3 febbraio, a data da destinarsi (poi definita dall’Assemblea nazionale, sebbene in modalità abbastanza improprie, al 15 dicembre) tramite decreto dello stesso Presidente Macky Sall, giustificato con l’emersione di alcune controversie in seno al processo elettorale. Successivamente a ciò, tuttavia, essendo state tali azioni ritenute “pretestuose” (visto il lontano ma crescente contrasto tra popolazione e capo di stato per le azioni politiche sempre più rigide ed autoritarie), scoppiarono subito in tutto il paese numerose proteste e rivolte, che portarono, infine, anche ad un intervento del Consiglio Costituzionale, la corte costituzionale del paese, il quale determinò l’incostituzionalità del rinvio il 16 febbraio, obbligando così il governo a definire una nuova data, poi stabilita dal Presidente al 24 marzo. Congiuntamente a ciò, poi, anche per placare le sollevazioni, è stata determinata anche un’amnistia per i manifestanti (tra cui il futuro candidato eletto), che sono così stati scarcerati.
Esse hanno visto la vittoria, come già confermato da alcune iniziali proiezioni, di Bassirou Diomaye Faye che, con il 54,28% delle preferenze è risultato subito eletto al primo turno, a discapito del principale sfidante Amadou Ba, il quale ha comunque velocemente ammesso la sconfitta, nonostante le iniziali aspirazioni di poter giungere ad un ulteriore turno di votazioni.
Il presidente uscente, Macky Sall, avendo raggiunto il limite costituzionale di due mandati consecutivi (oltre che, per altri motivi), non si è presentato, sebbene con discreta reticenza, per la rielezione.

## Sistema elettorale
Per le elezioni presidenziali, la legge elettorale senegalese (definita in parte anche dalla Costituzione, Art. 26) prevede l’applicazione di un sistema maggioritario a doppio turno: per essere eletti, infatti, è necessaria la maggioranza assoluta delle preferenze (50%+1). Tuttavia, qualora ciò non avvenga, si attua un secondo turno di votazione tra i primi due candidati.

## Risultati
| Bassirou Diomaye Faye | Indipendente                                                      | 2 434 751 | 54,28 |  |  |  |  |  |
| Amadou Ba             | Alleanza per la Repubblica (APR)                                  | 1 605 086 | 35,79 |  |  |  |  |  |
| Aliou Mamadou Dia     | Partito per l’Unità ed il Raggruppamento (PUR)                    | 125 690   | 2,80  |  |  |  |  |  |
| Khalifa Sall          | Manko Taxawu Sénégal (MTS)                                        | 69 760    | 1,56  |  |  |  |  |  |
| Idrissa Seck          | Rewmi (R)                                                         | 40 286    | 0,90  |  |  |  |  |  |
| Thierno Alassane Sall | Repubblica dei Valori (RdV)                                       | 25 946    | 0,58  |  |  |  |  |  |
| Boubacar Camara       | Partito della Costruzione e dell Solidarietà-Jengu Tabax (PCS-JT) | 23 359    | 0,52  |  |  |  |  |  |
| Aly Ngouille Ndiaye   | Indipendente                                                      | 20 964    | 0,47  |  |  |  |  |  |
| Papa Djibril Fall     | I Servitori - MPR (LS-MPR)                                        | 18 304    | 0,41  |  |  |  |  |  |
| Serigne Mboup         | Indipendente                                                      | 16 049    | 0,36  |  |  |  |  |  |
| Daouda Ndiaye         | Indipendente                                                      | 15 895    | 0,35  |  |  |  |  |  |
| Déthié Fall           | Partito Repubblicano per il Progresso (PRP)                       | 15 836    | 0,35  |  |  |  |  |  |
| Anta Babacar Ngom     | Alternativa per la Nuova Generazione di Cittadini (ARC)           | 15 457    | 0,34  |  |  |  |  |  |
| Cheikh Tidiane Dieye  | Indipendente                                                      | 15 172    | 0,34  |  |  |  |  |  |
| El Hadji Mamadou Diao | Indipendente                                                      | 14 591    | 0,33  |  |  |  |  |  |
| Mamadou Lamine Diallo | Unione Nazionale Patriottica/Tekki (UNP/T)                        | 9 998     | 0,22  |  |  |  |  |  |
| Mohammed Dionne       | Indipendente                                                      | 8 435     | 0,19  |  |  |  |  |  |
| Malick Gakou          | Grande Partito (GP)                                               | 6 343     | 0,14  |  |  |  |  |  |
| Habib Sy              | Indipendente                                                      | 3 206     | 0,07  |  |  |  |  |  |
| Totale                | Totale                                                            | 4 485 128 | 100   |  |  |  |  |  |
|                       |                                                                   |           |       |  |  |  |  |  |
| Voti non validi       | Voti non validi                                                   | 34 125    | 0,76  |  |  |  |  |  |
| Votanti               | Votanti                                                           | 4 519 253 | 61,30 |  |  |  |  |  |
| Elettori              | Elettori                                                          | 7 371 890 |       |  |  |  |  |  |